# 5329 Декаро
5329 Декаро (5329 Decaro) — астероїд головного поясу. Відкритий 21 грудня 1989 року Робертом Макнотом. Названий на честь італійського філософа Маріо Де Каро.
Тіссеранів параметр щодо Юпітера — 3,322.